# 8241 Agrius
8241 Agrius este o planetă minoră (asteroid), cu un diametru de 27,174 km, din Asteroid troian al lui Jupiter. A fost descoperită pe 19 septembrie 1973 la Observatorul Palomar de Cornelis Johannes van Houten și a fost numită după Agrius⁠(d). 
Obiectul prezintă o orbită caracterizată de o semiaxă mare de 768.662.500 km, o excentricitate de 0,0437261, o înclinație de 4,34795 ° în raport cu ecliptica.